# Kawachinagano
Kawachinagano (japanska: 河内長野市?, Kawachinagano-shi) är en stad i Osaka prefektur i Japan. Staden fick stadsrättigheter 1954.